# Swaziphanes bimaculatus
Swaziphanes bimaculatus là một loài bọ cánh cứng trong họ Cerambycidae.